# Židovská obec v Praze
Židovská obec v Praze (zkr. ŽOP, někdy též Pražská židovská obec / PŽO, hebrejsky קהלה יהודית פראג / Kehila jehudit Prag) je jedna z židovských obcí působících v Česku.

## Účel

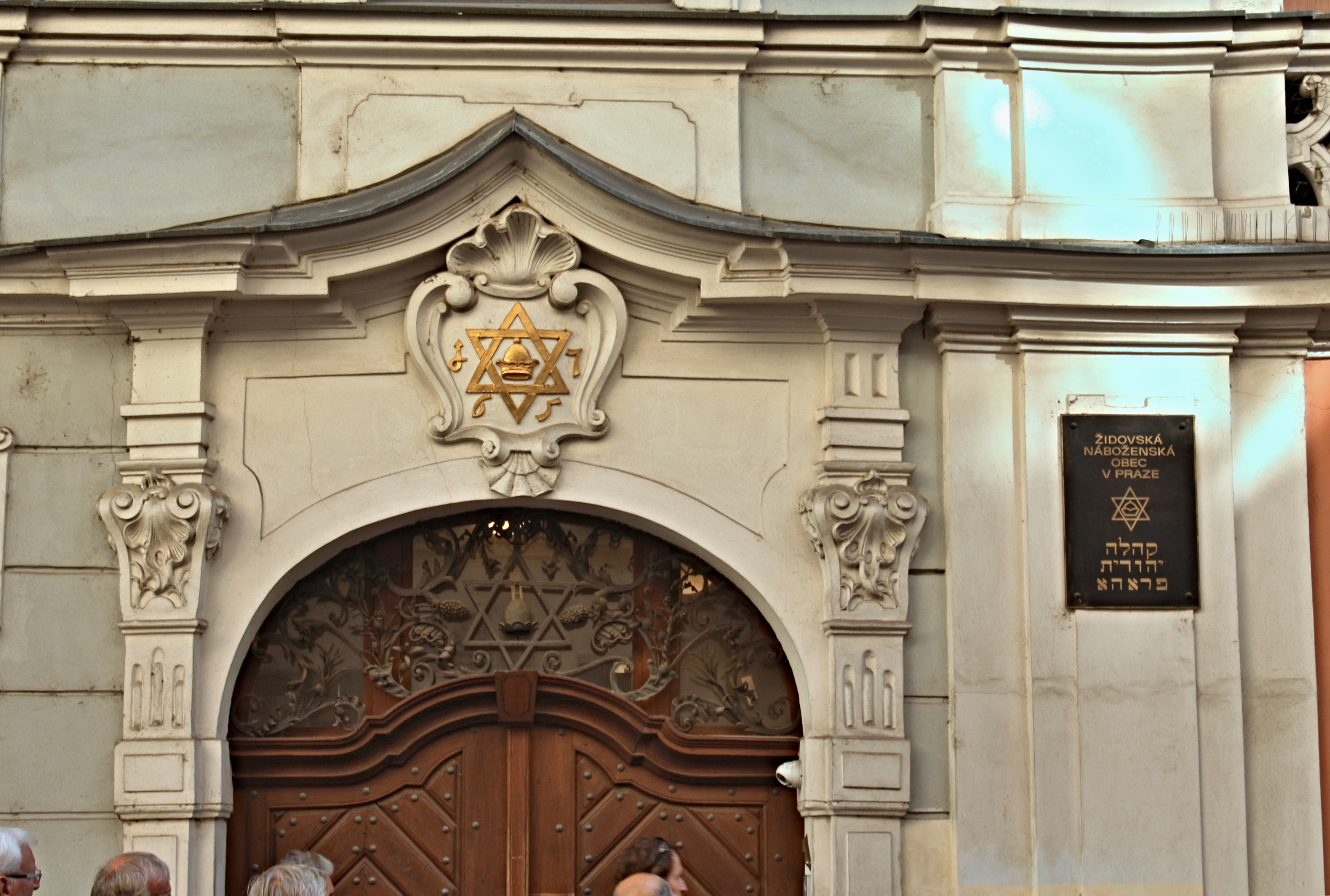
Znak Pražské židovské obce na Maiselově radnici

Cílem ŽOP je sdružovat osoby židovského vyznání, národnosti či původu, zprostředkovat kulturní a společenskou komunikaci mezi nimi, zajišťovat náboženské, sociální či existenční potřeby. Podmínkou je trvalé bydliště v Praze či jiný blízký vztah k městu. Dále nesmějí být příslušníky jiné církve ani jiné náboženské organizace.

## Historie
První známky existence židovské komunity v Praze pocházejí z 10. století. Tehdy Židé sídlili pravděpodobně v lokalitě dnešní Malé Strany či podle Václava Hájka z Libočan v Újezdě. Avšak již v 11. či 12. století se židovská komunita objevuje také na staroměstské straně poblíž Juditina, později zvaného Karlův most. Zdejší osada se postupně rozrostla v Židovské Město, od křesťanské části města odděleného zdí. V průběhu staletí vznikla také vlastní židovská samospráva a soudnictví.

## Současnost
Součástí Pražské židovské obce je rabinát sídlící v budově Židovské radnice. Předsedou Pražské židovské obce je František Bányai. Vrchním pražským rabínem je David Peter.